# Sphenoptera alluaudi
Sphenoptera alluaudi es una especie de escarabajo del género Sphenoptera, familia Buprestidae. Fue descrita científicamente por Théry en 1910.

## Distribución
Habita en la región afrotropical y paleártica.